# PBC München-West
Der PBC München-West (offiziell: Pool-Billard-Club München-West e.V.) ist ein Poolbillardverein aus München.

## Geschichte
Der PBC München-West wurde 1986 gegründet. Fünf Jahre später erreichte er in der 1. Bundesliga den vierten Platz. 1996 wurde der Verein hinter dem BSC Ingolstadt deutscher Vizemeister. Nachdem der Verein zwischenzeitlich in die Oberliga abgestiegen war, stieg er 2008 in die 2. Bundesliga auf und erreichte das Finale des deutschen 8-Ball-Pokal, verlor dort jedoch gegen den PBC Bork 73.
In der Liga verpasste man mit dem zweiten Platz in der Saison 2008/09 nur knapp den Aufstieg in die erste Liga. In der Saison 2010/11 belegte man den achten Platz und stieg somit in die Regionalliga ab, nachdem 2010 als Sechster noch der Klassenerhalt geschafft wurde.
Zur Saison 2011/12 wurde die erste Mannschaft abgemeldet, die zweite Mannschaft kam in der Kreisliga A auf den achten Platz. In der darauf folgenden Spielzeit spielte der PBC München-West in der Landesliga und stieg als Neuntplatzierter in die Bezirksliga ab. In der Saison 2015/16 kam man dort ungeschlagen auf den ersten Platz und schaffte damit die Rückkehr in die Landesliga.
Oliver Ortmann wurde zwischen 1986 und 1992 als Spieler des PBC München-West viermal Deutscher Meister und dreimal Europameister im Herreneinzel.
Bei den Senioren wurden mit Biagio Devivo (1987),  Rudi Schneider (1993) und Harald Wolff (2010) drei Spieler des Vereins Deutscher Meister.

### Platzierungen seit 2008
| Saison  | Liga (Spielklasse)                  | Platz |
| ------- | ----------------------------------- | ----- |
| 2008/09 | 2. Bundesliga Süd (2)               | 2     |
| 2009/10 | 2. Bundesliga Süd (2)               | 6     |
| 2010/11 | 2. Bundesliga Süd (2)               | 8     |
| 2011/12 | Kreisliga A Oberbayern Süd-West (8) | 8     |
| 2012/13 | Landesliga Süd-West (6)             | 9     |
| 2013/14 | Bezirksliga München-West (7)        | 5     |
| 2014/15 | Bezirksliga München-Nord (7)        | 2     |
| 2015/16 | Bezirksliga Oberbayern-West (7)     | 1     |
| 2016/17 | Landesliga West (6)                 |       |

## Aktuelle und ehemalige Spieler
(Auswahl)
| - Michael Au-Yeung - Philipp Caranica - Biagio Devivo - Christian Dingler - Marinko Grgic - Thomas Hasch - Robert Hirschbichler | - Markus Hörner - Marcel Kosta - Oliver Ortmann - Rudi Schneider - Christian Spitzer - Harald Wolff |